# Klarów
Klarów [pronunciación en polaco: /ˈklaruf/] es un pueblo ubicado en el distrito administrativo de Gmina Milejów, dentro del Condado de Łęczna, Voivodato de Lublin, en Polonia oriental. Se encuentra aproximadamente a 2 kilómetros al noreste de Milejów-Osada, a 9 kilómetros al sureste de Łęczna, y a 27 kilómetros al este de la capital regional Lublin.
El pueblo tiene una población de 228 habitantes.